# Dos Diablos Digital Box Set
Dos Diablos Digital Box Set è la prima raccolta del gruppo heavy metal statunitense Heaven Below. L'album è stato pubblicato il 15 febbraio 2013 con la Black Halo Media.

## L'album
La raccolta è composta da tracce prese dagli album Countdown to Devil e Falling From Zero, versioni live e alternative di tracce già pubblicate e otto brani inediti.

## Tracce
1. All Rise – 0:55
2. The Takeover – 3:33
3. The Congregation – 3:29
4. Scream – 4:14
5. Heartbreak Anthem – 2:50
6. A Thousand Years – 3:59
7. When Daylight Dies – 3:55
8. The Radio Song – 3:46
9. Major Tom – 4:04
10. The Laughing Dead – 3:37
11. In the Arms of Your Lies – 3:09
12. Judgement Day – 3:52
13. When Daylight Dies (Acoustic) – 3:56
14. Contact High – 3:35
15. Lost Angeles – 3:34
16. The Takeover – 4:23 – Martin Scorsese Orchestral Version
17. Scream – 3:36 – Willie Nelsons Campfire Jamboree Version
18. The Laughing Dead – 3:47 – Quentin Tarantinos Day of the Dead Version
19. Heartbreak Anthem – 3:02 – Drum Corpse Deluxe
20. Judgement Day – 4:07 – Stanley Kubrick Revisited
21. The Congregation – 3:29 – Brian De Palmas Secret Orchestral Version
22. In the Arms of Your Lies (Inedita) – 3:53 – Opiate Dialect Version
23. Find Myself (Inedita) – 4:09
24. All Rise/The Takeover (Live) – 4:32
25. A Thousand Years (Live) – 3:49
26. When Daylight Dies (Live) – 3:50
27. Scream (Live) – 4:58
28. Heartbreak Anthem (Live) – 2:54
29. In the Arms of Your Lies (Live) – 3:18
30. The Laughing Dead (Live) – 3:42
31. Major Tom (Live) – 4:18
32. The Congregation (Live) – 3:36
33. Six Feet Under – 3:28
34. Twilight Zone – 5:18
35. Strange Days – 3:51
36. Above the Satellites (Acoustic) – 4:26
37. Original Sin – 3:25
38. Run – 2:53
39. Clown Boy – 3:16
40. Strange Days – 4:51 – Vicodin Mix

## Formazione
- Patrick Kennison - voce, chitarra ritmica
- Jesse Billson - chitarra solista
- John Younger - basso
- Elias Andra - batteria